# خرفخانه‌های همت‌آباد
خرفخانه‌های همت‌آباد مربوط به دوره اشکانیان - دوره ساسانیان است و در شهرستان پاسارگاد، بخش مرکزی، دهستان کمین، ۲ کیلومتری جنوب غربی روستای همت‌آباد واقع شده و این اثر در تاریخ ۲۶ اسفند ۱۳۸۶ با شمارهٔ ثبت ۲۱۹۱۷ به‌عنوان یکی از آثار ملی ایران به ثبت رسیده است.